# Dopo Waterloo
Dopo Waterloo (The Fighting Kentuckian), ridistribuito in Italia nel 1965 con il titolo Il ritorno del Kentuckiano, è un film del 1949 diretto da George Waggner, con John Wayne come protagonista.
È uno dei tre lungometraggi interpretati da Oliver Hardy (che il doppiaggio italiano chiama comunque Ollio) senza il compagno Stan Laurel. Gli altri sono Zenobia (1939) e La gioia della vita (1950).

## Trama
In seguito alla sconfitta di Napoleone Bonaparte nella storica battaglia di Waterloo, tutti i suoi seguaci francesi vengono cacciati dalla patria.
Questi vengono accolti nei territori dell'Alabama e iniziano a rifarsi una nuova vita, anche se non si vedono di buon occhio con la gente che vive da quelle parti.
La signorina Fleurette de Marchand, figlia del generale Paul de Marchand, incontra l'affascinante kentuckiano John Breen, che si innamora subito di lei, benché Fleurette - per volere del padre - sia già promessa sposa al facoltoso (ma disonesto) Blake Randolph.

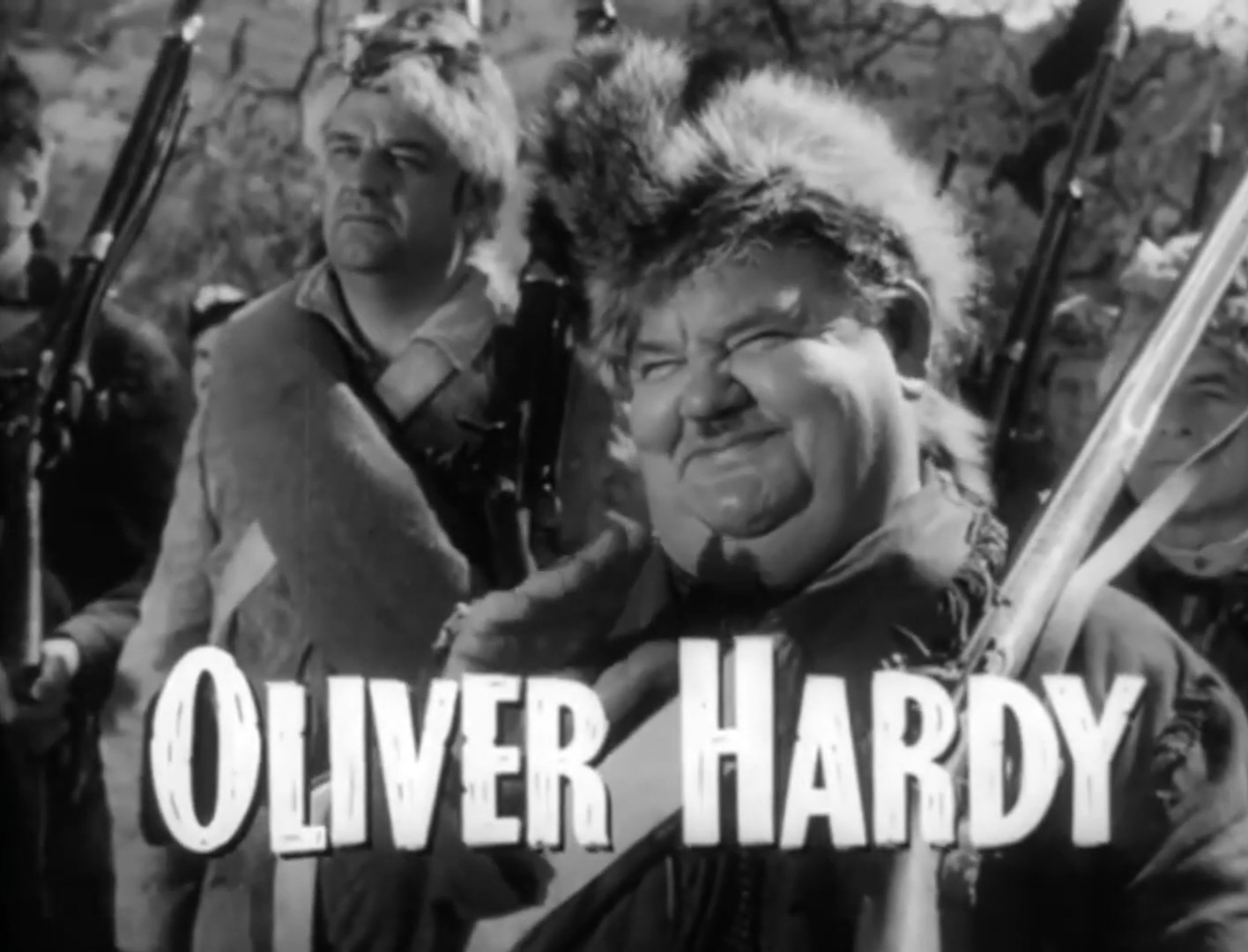
Oliver Hardy da uno screenshot del trailer

## Distribuzione
In Italia fu distribuito nel 1950 col titolo Dopo Waterloo, e il doppiaggio di Alberto Sordi, storica voce di Oliver Hardy. Gli furono date le cadenze vocali tipiche del personaggio di Stanlio e Ollio.